# Kickboxer 3: Arta războiului
Kickboxer 3: Arta războiului este un film de acțiune cu arte marțiale din 1992 regizat de Rick King, al treilea din seria de filme Kickboxer.

## Distribuție
- Sasha Mitchell - David Sloane
- Dennis Chan - Xian Chow, David's Muay Thai Kru
- Richard Comar - Frank Lane
- Noah Verduzco - Marcos
- Alethea Miranda - Isabella
- Ian Jacklin - Eric Martine
- Milton Goncalves - Sergeant
- Ricardo Petraglia - Alberto
- Gracindo Junior - Pete
- Miguel Oniga - Marcelo
- Lolo Souza Pinto - Margarida
- Renato Coutinho - Branco
- Kate Lyra - Branco's Wife
- Manitou Felipe - Machado
- Shuki Ron - Reinaldo
- Bernardo Jablonski - Father Bozano
- Fabio Junqueira - Brumado
- Nildo Parente - Vargas
- Angelo DeMatos - Doctor
- Sergio Jesus - Walter "Big Walter"
- Renata Roriz - Attractive Woman
- Charles Myara - Milton
- Frank Santos - Henrique
- Monique Lafond - Flavia
- Marco Ruas - Jealous Husband At Party